# Nekimi
Nekimi – miasto w Stanach Zjednoczonych, w stanie Wisconsin, w hrabstwie Winnebago.